# ان‌جی‌سی ۳۶۵
ان‌جی‌سی ۳۶۵ (انگلیسی: NGC 365) نام یک کهکشان مارپیچی در صورت فلکی سنگتراش است.